# Pallenopsis candidoi
Pallenopsis candidoi är en havsspindelart som beskrevs av Cândido Firmino de Mello-Leitão 1949. 
Pallenopsis candidoi ingår i släktet Pallenopsis och familjen Phoxichilidiidae. Inga underarter finns listade i Catalogue of Life.